# Lago Arnensee
O Lago Arnensee é um lago localizado no Cantão de Berna, Suíça. Este lago do município de Gsteig bei Gstaad é usado como um reservatório pela Romande Energie. 
A barragem que deu origem a este lago foi construída em 1942. Seu volume é de 10,5 m³ milhões e área de superfície 0,456 km². 